# Нурлытау
Нурлытау (каз. Нұрлытау, до 18.10.2007 г. — Энергетик) — село в Карасайском районе Алматинской области Казахстана. Входит в состав Большеалматинского сельского округа. Код КАТО — 195257700.

## Население
В 1999 году население села составляло 1993 человека (990 мужчин и 1003 женщины). По данным переписи 2009 года, в селе проживало 1349 человек (655 мужчин и 694 женщины).